# Orwin C. Talbott
Orwin Clark Talbott (* 18. Juni 1918 in San José, Kalifornien; † 26. April 2011 in Washington, D.C.) war ein Generalleutnant der United States Army. Er war unter anderem Kommandeur der 1. Infanteriedivision.
Orwin Talbott war ein Sohn von Ernest Orwin Talbott (1885–1951) und dessen Frau Anna Violet Smith. Der Vater war Schulleiter der Molinos High School und die Mutter war an einer anderen Schule als Lehrerin tätig. Der jüngere Talbott studierte an der University of California in Berkeley, allerdings ohne Abschluss. Im Jahr 1941 gelangte er in das Offizierskorps des US-Heeres. In der Armee durchlief er anschließend alle Offiziersränge vom Leutnant bis zum Drei-Sterne-General. Im Lauf seiner militärischen Karriere absolvierte er verschiedene Kurse und Schulungen. Dazu gehörte unter anderem auch das National War College.
Während des Zweiten Weltkriegs diente er im 359. Infanterieregiment, das der 90. Infanteriedivision unterstand. Dabei brachte er es zunächst zum Kompanieführer und später zum Bataillonskommandeur. Er nahm mit seiner Einheit an der Alliierten Landung in der Normandie teil, wo sein Truppentransporter bei der Landung am Utah Beach versenkt wurde, er aber trotzdem an Land gelangte. In der Folge drang er mit seiner Einheit und anderen alliierten Einheiten nach Osten nach Deutschland vor. Dabei kam es zwischenzeitlich zu schweren Kämpfen. Talbott wurde für seinen damaligen Einsatz mit dem Silver-Star-Orden ausgezeichnet.
Nach dem Krieg setzte Talbott seine Offizierslaufbahn fort. Dabei absolvierte er den für Offiziere in den entsprechenden Rangstufen üblichen Dienst in verschiedenen Einheiten und Standorten. Dazu gehörten auch Aufgaben als Stabsoffizier in verschiedenen Hauptquartieren. Zwischen 1959 und 1963 gehörte er dem Stab von General Lyman L. Lemnitzer an. Dies betraf alle drei Funktionen, die Lemnitzer in jenen Jahren innehatte. Im Einzelnen waren dies das Amt des Chief of Staff of the Army (1959–1960) und das des Vorsitzenden der Joint Chiefs of Staff (1960–1962) sowie der Beginn von Lemnitzers Zeit als Supreme Allied Commander Europe bis 1963. Lemnitzer bekleidete das Amt noch bis zum Juli 1969.
Im Jahr 1963 verließ Talbott Lemnitzers Stab. In der Folge kommandierte er in Augsburg eine Brigade der 24. Infanteriedivision. Später erfolgte eine Versetzung nach Fort Carson in Colorado, wo er dem Stab der 5. Infanteriedivision angehörte.
Anschließend wurde Orwin Talbott im Vietnamkrieg eingesetzt. Dort übernahm er im September 1968 das Kommando über die 1. Infanteriedivision. Dabei trat er die Nachfolge von Keith L. Ware an, der beim Abschuss seines Hubschraubers ums Leben gekommen war. Talbott behielt sein Kommando über die 1. Infanteriedivision bis zum August 1969. Im September 1969 wurde Talbott Leiter der Infantry School in Fort Benning, dem heutigen Fort Moore. Gleichzeitig kommandierte er den dortigen Militärstützpunkt. In dieser Eigenschaft war Talbott auch am Verfahren gegen William Calley beteiligt. Er ließ die Anklage gegen Calley zu, der wegen dessen Rolle beim Massaker von Mỹ Lai vor Gericht stand. Der Fall erregte weltweites Aufsehen. Talbott bestimmte auch die Zusammensetzung des Kriegsgerichts.
Im Jahr 1973 wurde Orwin Talbott zum Generalleutnant befördert. Gleichzeitig wurde er stellvertretender Kommandeur des United States Army Training and Doctrine Commands (TRADOC). Im Jahr 1975 ging er in den Ruhestand.
Der mit Nell Coughran (1922–2020) verheiratete Offizier verbrachte den ersten Teil seines Lebensabends in Annapolis in Maryland. Dort war er sechs Jahre lang Leiter des Maryland Historical Trusts. Im Jahr 1999 verlegte er seinen Wohnsitz in die Bundeshauptstadt Washington, wo er den zweiten Teil seines Lebensabends verbrachte. Dort ist er am 26. April 2011 auch verstorben. Er fand seine letzte Ruhestätte auf dem Nationalfriedhof Arlington.

## Orden und Auszeichnungen
Orwin Talbott erhielt im Lauf seiner militärischen Laufbahn unter anderem folgende Auszeichnungen:
- Army Distinguished Service Medal
- Silver Star
- Bronze Star Medal
- Legion of Merit
- Distinguished Flying Cross
- Soldier‘s Medal
- Purple Heart
- Orden der Ehrenlegion (Frankreich)
- Kriegskreuz (Frankreich)
- Gallantry Cross (Südvietnam)